# 라리사현
라리사현은 그리스 테살리아주의 현으로, 중심 도시는 라리사이다. 라리사현은 전쟁으로 테살리아 지역 대부분이 그리스 영토로 넘어간 이후 1881년에 설치되었다. 1947년까지는 마그니시아도 포함되어 있었다. 